# دولورس هويرتا
دولورس هويرتا (بالإنجليزية: Dolores Huerta)‏ هي ناشِطة أمريكية، ولدت في 10 أبريل 1930 في Dawson, New Mexico ‏ في الولايات المتحدة. ساعدت هويرتا في تنظيم إضراب سُمي بإضراب العِنب في ديلانو (مدينة في ولاية كاليفورنيا) في عام 1965، وكانت المفاوِضة الرئيسية في اتفاقية العمال التي أُبرمت بعد الإضراب.
حصلت هويرتا على العديد من الجوائز تقديرًا لخدماتها المجتمعية، ودفاعها عن حقوق العمال، والمهاجرين، والمرأة؛ بما فيها جائزة يوجين إف ديبس الأميركية المتميزة، وجائزة إليانور روزفلت الرئاسية في الولايات المتحدة لحقوق الإنسان، ووسام الحرية الرئاسي، وقد كانت أول امرأة أمريكية من أصل لاتيني تُدرج في قاعة مشاهير النساء الوطنية في عام 1993.
هويرتا هي أول من ابتدع عبارة «نعم، تستطيع» التي كانت نموذجًا يُحتذى به بالنسبة للكثيرين في المجتمع الأمريكي من أصل لاتيني، وقد كانت موضوع العديد من الأغاني الشعبية المكسيكية (الكوريدوس) والجداريات (أو الصور الحائطية).

## النشأة
ولدت هويرتا في 10 أبريل 1930 في بلدة داوسون في نيو ميكسيكو، وهي الولد الثاني والابنة الوحيدة لخوان فرنانديز وأليسيا شافيز، وُلد خوان فرنانديز في داوسون لعائلة مهاجرة مكسيكية، وكان يعمل في منجم فحم، وانضم لاحقًا إلى القوى العاملة المهاجرة، وبعد طلاق والديها (كان عمرها ثلاث سنوات) نادرًا ما رأت والدها، فقد مكث في نيو ميكسيكو، وخدم في المجلس التشريعي للولاية في عام 1938.
ربّت شافيز هويرتا وشقيقَها في مجتمع عمال المزارع في وسط ستوكتون في كاليفورنيا، وكانت والدة هويرتا معروفة بلطفها وتعاطفها مع الآخرين، وكانت لها نشاطات عديدة في المنظمات المدنية والنشاطات المجتمعية والكنيسة، كما أنها شجعت على التنوع الثقافي الذي كان جزءًا من شخصيتها أثناء حياتها في ستوكتون، وكانت أليسيا شافيز سيدة أعمال، امتلكت مطعمًا وفندقًا يحوي 70 غرفة، رحّبت بالعمال ذوي الأجور المنخفضة، وعائلات المزارعين بأسعار مقبولة، حتى أنها قدّمت في بعض الأحيان مساكن مجانية لهم، ألهمت والدة هويرتا ابنتها في الدفاع عن عمال المزارع لاحقًا في حياتها، فقد ذكرت هويرتا في إحدى مقابلاتها: «أمي هي الشخص الذي كان له الأثر الغالب على حياتي، لقد كانت امرأة ذكية ولطيفة جدًا.»
دفع ذلك هويرتا إلى التفكير في الحقوق المدنية، وكانت تصرفات والدتها السخيّة أثناء طفولتها بمثابة الأساس لموقفها المضاد للعنف، وقالت في نفس المقابلة: «عندما نتكلم عن القوى الروحية، فإننا النساء الإسبانيات أكثر معرفة بها، فنحن نعرف تمامًا ما هو الصيام وكيف هو جزء من الثقافة، ونعرف ما هي العلاقات، وما هي التضحية».
بدأ نشاط هويرتا المجتمعي في مدرسة ستوكتون الثانوية، فقد كانت لها نشاطات في العديد من الأندية المدرسية، وكانت عضوًا مهمًا ومتفانيًا في فتيات الكشافة حتى سن الـ 18، وتذكر هويرتا وجود معلمة مدرسة اتهمتها بسرقة عمل طالب آخر، ومنحتها درجة غير عادلة، وقد وصفت ذلك بأنه كان لأسباب عنصرية، وبذلك نشأت هويرتا معتقدة أن المجتمع بحاجة إلى التغيير.
التحقت هويرتا بكلية ستوكتون التابعة لجامعة University of the Pacific (التي أصبحت فيما بعد كلية مجتمع سان جواكين دلتا) حيث حصلت على مؤهل مؤقت للتدريس، وبعد تدريسها في مدرسة ابتدائية تركت هويرتا وظيفتها وبدأت حملتها لباقي حياتها من أجل تصحيح الظلم الاقتصادي.

## مهنتها كناشطة
في عام 1955 ساعدت هويرتا فريد روس في تأسيس فرع ستوكتون لمنظمة الخدمات المجتمعية (CSO) التي ناضلت من أجل التحسينات الاقتصادية للاتينيين، وبسبب تفانيها ورغبتها في المساعدة غالبًا ما فوضها روس بمسؤوليات كبيرة، فقد كان يعلم أنها قادرة على إيصال رسالة المنظمة.
في عام 1960 شاركت هويرتا في تأسيس جمعية عمال المزارع، التي أعدّت من خلالها حملات من أجل تسجيل الناخبين، وضغطت على الحكومات المحلية من أجل تحسين أحوال الباريو (مكان يعيش فيه الأشخاص المتكلمين بالإسبانية). في عام 1962 شاركت مع قيصر شافيز بتأسيس الرابطة الوطنية لعمال المزارع، والتي أصبحت فيما بعد رابطة تنظيم اتحاد عمال المزارع، وفي عام 1966 تفاوضت مع UFWOC وشركة سكينلي للنبيذ من أجل إبرام عقد، وقد كانت المرة الأولى التي يتمكن فيها عمال المزارع من إبرام صفقة ناجحة مع مؤسسة زراعية.
ومن خلال عملها مع CSO التقت هويرتا بمديرها التنفيذي شافيز، رأى شافيز أن هويرتا كانت ذكية، وواضحة، وعصاميّة بالرغم من عدم محبتها للمهاجرين غير الشرعيين، فقد اعتقدت أنهم يؤثرون سلبًا على قضية المهاجرين الشرعيين.
لكن سرعان ما أدرك شافيز وهويرتا أنهما يتشاركان هدفًا واحدًا، وهو المساعدة في تحسين حياة عمال المزارع وأجورهم، ولذلك شاركا في تأسيس الرابطة الوطنية لعمال المزارع. بعد رفض منظمة الخدمات المجتمعية CSO طلب تشافيز عام 1962 بتنظيم رابطة عمال المزارع استقال تشافيز وهويرتا من CSO.
أوضحت دولوريس سبب رغبتها في مساعدة عمال المزارع، فقد عرفت كيف يعيشون ورأت أنهم أكثر العمال فقرًا، وأوضحت أنهم كانوا يحصلون على رواتب قليلة جدًا، ولم يكن لديهم حقوق، وكانوا ينامون على الأرض، وأثاثهم عبارة عن صناديق خشبية، ولم تكن لديهم مياه نقية، وكانوا يعملون من شروق الشمس حتى غيابها دون أي استراحات حتى، والكثير من هؤلاء العمال كانوا يسافرون من أجل العمل في مواسم المحاصيل، وبذلك لم يحصل أطفالهم على التعليم المناسب وغالبًا كانوا يعملون مع أهلهم في الحقول. كما أن العديد من النساء كُنّ يتعرّضن للاعتداء الجنسي من قبل أصحاب الأراضي، ولكنهن كُنّ يخشين التحدث لأن أسرهنّ تحتاج إلى العمل. وبحسب هويرتا فإن العديد من مالكي الأراضي كانوا يبررون ذلك لأنفسهم بأنهم يمنّون عليهم بالعمل الذي يقدمونه لهم.
في عام 1965 قادت هويرتا المقاطعة الوطنية لـ UFW (منظمة عمال المزارع المتحدة) خلال إضراب العنب في ديلانو، وكانت النتيجة توقيع كل مسؤولي صناعة العنب في كاليفورنيا على اتفاقية اتحاد عمال المزارع في عام 1970.
إضافة إلى التنظيم، كانت هويرتا ناشطة في الضغط للحصول على قوانين تحسن حياة عمال المزارع، وتضمنت القوانين التي دعمتها:
- مشروع قانون عام 1960 للسماح للناطقين بالإسبانية بإجراء امتحان رخصة القيادة باللغة الإسبانية في كاليفورنيا.
- تشريع عام 1962 الذي يلغي برنامج براكيرو (السماح لعمال مكسيكيين بالدخول للولايات المتحدة من أجل العمل لفترة قصيرة خلال المواسم، وعادة بأعمال زراعية).
- قانون علاقات العمل الزراعي في كاليفورنيا لعام 1975.

في سبتمبر عام 1988 تعرضت هويرتا أمام فندق سان فرانسيس في ميدان الاتحاد للضرب المبرح على أيدي ضابط شرطة سان فرانسيسكو فرانك أخيم خلال احتجاج سلمي وقانوني لسياسات وبرنامج المرشح للرئاسة آنذاك جورج ه.دبليو. بوش، وتسبب الضرب بإصابة داخلية كبيرة لها في الجذع، ما أدى لعدة كسور في الأضلاع، واستئصال الطحال بجراحة إسعافية، وقُبض على الفاعل، وبُثّ شريط الفيديو على نطاق واسع في الأخبار التلفزيونية المحلية، وفي وقت لاحق فازت هويرتا بحكم كبير ضد إدارة شرطة وبلدية سان فرانسيسكو على خلفية الهجوم، واستخدمت عائداتها لصالح عمال المزارع.

## مؤسسة دولوريس هويرتا
أسست هويرتا هذه المؤسسة وترأستها عام 2002.
تؤمن المؤسسة فرصًا قيادية لتنظيم المجتمع، والتطوير، والمشاركة المدنية. والمجالات الرئيسية التي تهتم بها هي الصحة والبيئة، والتعليم وتنمية الشباب، والتنمية الاقتصادية.

## مراتب الشرف
صُنفت هويرتا من أهم ثلاث نساء في العالم من قبل مجلة السيدة عام 1997. وكانت أول من تلقى جائزة إليانور روزفلت لحقوق الإنسان من الرئيس بيل كلينتون في عام 1998، وفي نفس العام اعترفت مجلة هولمز ليديز بأنها إحدى أهم 100 امرأة في القرن العشرين، إلى جانب الأم تيريزا، ومارغريت تاتشر، وروزا باركس، وإنديرا غاندي.
حصلت على جائزة  Puffin/Nation للمواطنة الإبداعية عام 2002. تلقت مع فيرجيليو إليزوندو جائزة مجتمع المسيح الدولية للسلام عام 2007.
حصلت على ميدالية ULCA وهي أعلى تكريم لجامعة كاليفورنيا في لوس أنجلوس خلال حفل إطلاق كلية العلوم في 12 يونيو عام 2009.
في أكتوبر 2010، حصلت هويرتا على درجة فخرية من كلية ميلز، وفي الشهر نفسه حصلت على درجة الدكتوراه الفخرية من جامعة المحيط الهادئ، والتي كشفت خلال تكريمها لوحة جدارية لها مقدمة من قبل مشروع مهندسي السلام بريشة الفنان مايكل كولوبي. تلقت وسام الحرية الرئاسي من قبل الرئيس باراك أوباما في 29 يوليو عام 2012.
وفي يوليو عام 2018 وقع حاكم كاليفورنيا جيري براون على قانون يجعل فيه 10 أبريل من كل عام يوم دولوريس هويرتا، ووقع حاكم واشنطن جاي إنسلي على جعل يوم 10 أبريل يوم دولوريس هويرتا أيضًا.

## تمثيلها في وسائل الإعلام
كانت محور الفيلم الوثائقي «دولوريس»، كما أن مدرسة لاس كروسيس في نيو ميكسيكو تحمل اسمها.

## حقوق المرأة
دافعت هويرتا عن حقوق المرأة في الحملات النسوية، وناضلت لصالح التنوع العرقي في حملاتها.

## الحياة الشخصية
تزوجت هويرتا من رالف هيلد في الكلية، وأنجبت ابنتين سيليست ولوري، وبعد طلاقها تزوجت من فينتورا هويرتا وأنجبت خمسة أطفال، ودخل ابنهما إيميليو خيسوس هويرتا السياسة وترشح للكونغرس، وانتهى زواجها الثاني بالطلاق أيضًا.
لاحقًا كانت هويرتا على علاقة رومانسية مع ريتشارد شافيز شقيق سيزار شافيز، لكنهما لم يتزوجا قط، وأنجبا أربعة أطفال خلال علاقتهما، وتوفي ريتشارد شافيز في 27 يوليو عام 2011.

## مجموعاتها المحفوظة
تُعد أوراقها جزءًا من مجموعة اتحاد عمال المزارع في مكتبة والتر بي روثر، ويوجد أيضًا مواضيع عن هويرتا في أوراق سيزار شافيز في مكتبة روثر.

## وصلات خارجية
- دولورس هويرتا على موقع IMDb (الإنجليزية)
- دولورس هويرتا على موقع الموسوعة البريطانية (الإنجليزية)
- دولورس هويرتا على موقع قاعدة بيانات الفيلم (الإنجليزية)